# Colline delle Bregonze
Le Colline delle Bregonze  sono un gruppo di rilievi collinari della provincia di Vicenza delimitati: a nord dall'alveo del fiume Astico nel comune di Chiuppano, a nord-est e a est sempre dal corso dell'Astico nei comuni di Calvene e Lugo, a sud-est dall'Astico nel comune di Zugliano, così a sud verso la pianura nord della provincia di Vicenza, a ovest dal territorio di Carrè e anche da Chiuppano.
Il punto più elevato si trova a 408 metri s.l.m., proprio al confine tra Lugo e Chiuppano. Ha una superficie di 522 Ha.

## Geografia

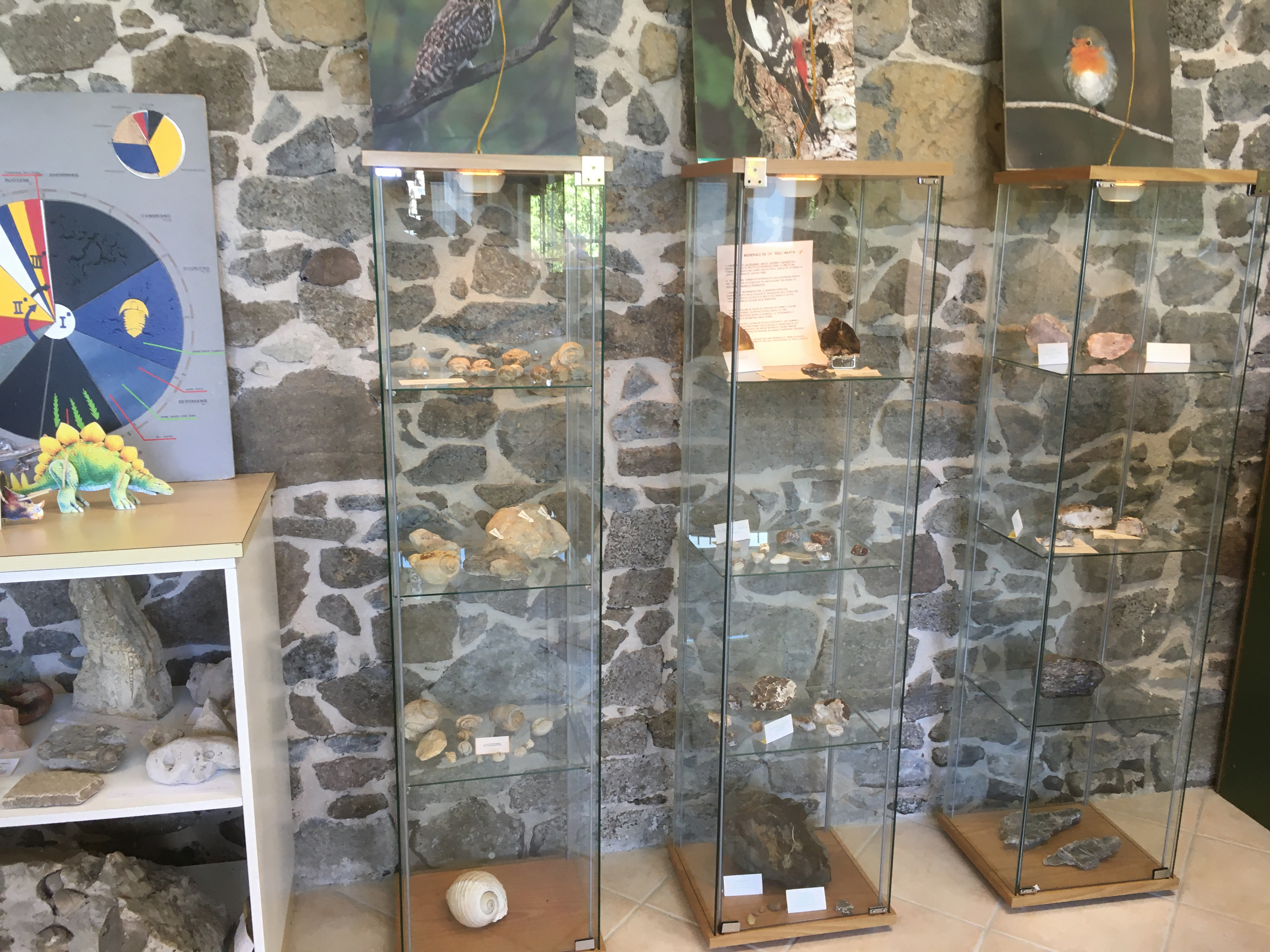
Collezione del Museo naturalistico delle Bregonze a Chiuppano

### Geologia
Sono colline di origine vulcanica, con varie formazioni di basalto dai colori rossiccio e nero, appartenenti alla 'fascia dei basalti vicentini', estesi nella zona dell'Alto Vicentino. Un grande arco discontinuo variegato in rocce eruttive, effusive e sedimentarie, formatosi tra l'Eocene e l'Oligocene all'incirca tra 60 e 40 milioni di anni fa, con la cosiddetta fase di attività eruttiva berico-lessinea-marosticana, dovuta alla fratturazione della crosta terrestre durante il sollevamento della struttura prealpina adiacente. Vi si trovano anche formazioni di basalto colonnare.

### Flora
Ci sono formazioni di specie forestali mesofite come il Castagno (Castanea sativa), Carpino bianco (Carpinus betulus), Frassino maggiore (Fraxinus excelsior); siepi planziali ad Ontano comune (Anlus glutinosa) lungo i corsi d'acqua, sono diffuse anche formazioni pure di Robinia (Robinia pseudoacacia). Si trova anche la tipica flora boschiva come: Dente di cane (Erythronium dens-canis), Campanelle comuni (Leucojum vernum), Bucaneve (Galanthus nivalis), Primula comune (Primula vulgaris) ecc.

### Fauna
Queste colline costituiscono un'area riproduttiva per numerosi anfibi Salamandra pezzata (Salamadra salamandra), Raganella italica (Hyla intermedia), Rana agile (Rana dalmatina), Rospo comune (Bufo bufo), Rospo smeraldino (Bufo viridis) e Ululone dal ventre giallo (Bombina variegata). in queste colline nidificano anche numerosi piccoli uccelli come l'Averla capirossa (Lanius senator), Bigia padovana (Sylvia nisoria), Occhiocotto (Sylvia melanocephala), Passero solitario (Monticola solitarius), Picchio nero (Dryocopus martius). Frequentano quest'area anche dei mammiferi come il Tasso (Meles meles), Volpe (Vulpes vulpes), Capriolo (Capreolus capreolus), Faina (Martes foina), Donnola (Mustela nivalis). Rilevante e anche la presenza di Moscardino (Muscardinus avellanarius) e Toporagno d'acqua (Neomys fodiens).

## Storia

### Etimologia
Il nome Bregonze sembra derivare da Berg, parola longobarda per indicare un monte, altura o collina. A Brogliano nel 1647 la Contrà Bregonza era chiamata Bergonza; anche il nome di Breganze deriva dal fatto che si trova in collina, come Breganzola di Altavilla. Vicenza è sorta in un alto geologico strutturale del Retrone-Orolo, con davanti il Berg, oggi chiamato colli Berici. Anche Bergamo alta, la parte antica della città, è in collina o al suo piede. Si tratta quindi di un toponimo anticamente celtico, portato dai celti longobardi nel 568, diffuso e utilizzato per la denominazione di varie località. Anche gli idronimi rho, olano, ach, bach, mar, maro, mara, marg, marz sono termini preromani, ragionevolmenti celtici almeno dal IV secolo a.C. se non indoeuropei collegati all'emigrazione cimmerica.
Il piccolo gruppo delle Bregonze, che nel tratto nord-est s'alza e s'infittisce quasi a proteggere l'Astico prima anch'esso sfoci in pianura, si distende a sud verso la pianura altovicentina in una teoria di colline non alte, ma dominanti, dove le testimonianze di antiche presenze sono tuttora numerose e vive.

### Idrografia
Le alture delle Bregonze formano una linea spartiacque che va dall'abitato di Chiuppano a nord-ovest in direzione dell'abitato di Zugliano a sud-est. Pertanto le acque meteoriche defluiscono nel torrente Astico in direzione nord-est oppure si riversano a sud-ovest, formando vari torrentelli che convergono verso un unico collettore, l'Igna, che scendendo in pianura, con direzione Dueville e Caldogno, si immette dapprima nel sistema Leogra/Timonchio che confluisce con il Lagrimaro delle polle acquifere del Bacchiglioncello e da cui inizia il fiume Bacchiglione poco a sud di Vivaro. Dal lato est le acque scorrono nella valle del Valdaro o dei Sangonini per affluire nell'Astico. Il borgo di Marola è il tipico toponimo legato all'acqua; probabilmente deriva il nome da una sorgente sotto al borgo, zona di confluenza delle acque delle rocce soprastanti, dove anticamente si prendeva l'acqua. Le contrade più abitate sono Sanguanin, Rosa, Cerchierolla, Graziani, Molan,Marola, Oltrastico, Lazzarini, Poli, Creari, Ganassa in quel di Lugo, Magan, Pralunghi e Chiossi, per quanto riguarda Calvene.

### Geologia
Le colline delle Bregonze sono costituite da rocce calcaree risalenti alla fine dell'Oligocene; hanno inclusioni tarde, di vari tipi di vulcaniti, più o meno pesanti e basaltiche, che compaiono disseminate in varie contrade dei cinque comuni delle colline. Sono emerse dall'acqua del paleo Adriatico, tra la fine del Miocene e l'inizio Pliocene. Le mappe geologiche sono già ottime con il Fabiani che dagli inizi del 1900 ha studiato tutto il vicentino e il Veneto.
 
Sangonini è un sito italiano tra i più citati nelle pubblicazioni scientifiche di ricerche geologiche (valle del Valdaro) a Santa Maria Sanguanin, territorio di Lugo.

## Comuni delle Bregonze
- Chiuppano
- Carrè
- Calvene
- Lugo di Vicenza
- Zugliano

## Luoghi d'interesse
Numerosi gli edifici di pregio:
Lugo
- Chiesa della Madonna del Caravaggio con campanile a cuspide svettante a Santa Maria-Sanguanin
- Chiesetta del Santo Sepolcro ai Poli-Creari
- Antica latteria sociale Sant'Antonio, in via Lazzarini
- Fattoria Torta della famiglia Rosa, già filanda dei conti Piovene Porto-Godi in via Graziani
- Ville Palladiane: Godi (1540) e Piovene Porto Godi (1587) a Lonedo di Lugo
- Chiesa di San Gerolamo (1496)
- Chiesa di San Pietro e Paolo del XIV secolo
- Palazzo Porto Godi Pigafetta XIII sec.

Calvene
- Molinetto della Teodolinda,
- Centrale idroelettrica Rossi XIX sec. in via Magan
- Chiesetta di Magan.

Zugliano
- Villa Giusti del Giardino Suman - XVII secolo
- Villa Porto-Usei - XV sec. con attiguo oratorio di San Bernardino
- Villa Remigi 'Il Vaticano' - XVII sec.
- Villa Terzo-Bassi (Fondazione A.Bassi) - XVIII sec.
- Villa Vecchia Maddalena-Lovisetto - XVIII sec.
- Chiesa di San Biagio
- Palazzo Dal Ferro
- Casa Porcastri - XV sec.
- Villa Rospigliosi - XIX sec.

Carrè
- Villa Capra-Filippi - XV sec. con l'annesso oratorio di Santa Lucia
- Resti dell'eremo camaldolese di Rua, fine XVI sec- inizio XIX sec., soppresso in epoca napoleonica

Chiuppano
- Palazzo Colere - XVIII sec.
- Oratorio di San Michele
- Ex cotonificio Rossi - XIX sec.
- Centrale idroelettrica Rozzola - XIX sec.

## Percorsi escursionistici
Tutta la zona delle Bregonze, data la sua felice posizione dominante la pianura, è degna di essere conosciuta, soprattutto durante il periodo primaverile e autunnale. Vari sentieri portano sulla cima e quattro carrozzabili collegano Ca' Vecia-Marola con Zugliano e Centrale a sud, Carrè e Chiuppano a ovest e nord-ovest. Una carrareccia porta dalla Cà Vecia a Lugo per Rosa, Graziani, Oltrastico, Molan. Una strada del Genio Militare nel 1916-17 scende da Cà Vecchia a Cerchierolla e Molan, l'altra da Marola a Sanguanin, Creari, Poli, Oltrastico di Lugo.